# ورا سسینا
ورا سسینا (به انگلیسی: Vera Sessina) ژیمناست زادهٔ ۲۳ فوریهٔ ۱۹۸۶ میلادی اهل کشور روسیه است.